# Erchin
Erchin település Franciaországban, Nord megyében. Lakosainak száma 674 fő (2022. január 1.). Erchin Lewarde, Roucourt, Cantin, Bugnicourt, Villers-au-Tertre, Monchecourt és Masny községekkel határos.

## Népesség
A település népességének változása:
| Lakosok száma | 736  | 702  | 714  | 692  | 689  | 686  | 690  | 681  | 674  |
|               | 2013 | 2015 | 2016 | 2017 | 2018 | 2019 | 2020 | 2021 | 2022 |